# Пунгул Вальгский
Пунгул Вальгский (Пунгул) — река в России, протекает в Харовском районе Вологодской области. Устье реки находится в 13 км по левому берегу реки Катрома. Длина реки составляет 34 км.
Пунгул Вальгский берёт начало в болотах на границе с Вожегодским районом юго-западнее деревни Высокая. Неподалёку находится исток Вожеги, здесь проходит водораздел между бассейнами Северной Двины и Онеги.
Течёт по ненаселённому лесу сначала на юго-восток, затем на юг. Русло крайне извилистое, принимает в себя многочисленные мелкие притоки из окрестных болот. Впадает в Катрому чуть выше деревни Дягилево.

## Данные водного реестра
По данным государственного водного реестра России относится к Двинско-Печорскому бассейновому округу, водохозяйственный участок реки — озеро Кубенское и реки Сухона от истока до Кубенского гидроузла, речной подбассейн реки — Сухона. Речной бассейн реки — Северная Двина.
По данным геоинформационной системы водохозяйственного районирования территории РФ, подготовленной Федеральным агентством водных ресурсов:
- Код водного объекта в государственном водном реестре — 03020100112103000005641
- Код по гидрологической изученности (ГИ) — 103000564
- Код бассейна — 03.02.01.001
- Номер тома по ГИ — 03
- Выпуск по ГИ — 0